# 周武
周武（？—1390年），河南开州（今河南濮阳）人，明朝军事将领。
其最早跟从朱元璋攻克江东，平定吴地，升任指揮僉事。后平定中原，晋升都督僉事。洪武十一年跟从沐英讨伐西番朵甘。后封雄武侯，到河南负责军务，守卫北方边界。洪武二十三年去世，赠汝國公，諡勇襄。